# Бертон (тауншип, Миннесота)
Бе́ртон (англ. Burton) — тауншип в округе Йеллоу-Медисин, Миннесота, США. На 2000 год его население составило 174 человека.

## География
По данным Бюро переписи населения США площадь тауншипа составляет 93,2 км², из которых 92,5 км² занимает суша, а 0,6 км² — вода (0,67 %).

## Демография
По данным переписи населения 2000 года здесь находились 174 человека, 65 домохозяйств и 46 семей. Плотность населения —  1,9 чел./км². На территории тауншипа расположено 70 построек со средней плотностью 0,8 построек на один квадратный километр. Расовый состав населения: 100,00 % белых.
Из 65 домохозяйств в 35,4 % воспитывались дети до 18 лет, в 58,5 % проживали супружеские пары, в 4,6 % проживали незамужние женщины и в 29,2 % домохозяйств проживали несемейные люди. 26,2 % домохозяйств состояли из одного человека, при том 6,2 % из — одиноких пожилых людей старше 65 лет. Средний размер домохозяйства — 2,68, а семьи — 3,24 человека.
31,6 % населения — младше 18 лет, 8,6 % — в возрасте от 18 до 24 лет, 27,6 % — от 25 до 44, 16,7 % — от 45 до 64, и 15,5 % — старше 65 лет. Средний возраст — 35 лет. На каждые 100 женщин приходилось 126,0 мужчин. На каждые 100 женщин старше 18 приходилось 128,8 мужчин.
Средний годовой доход домохозяйства составлял 34 500 долларов, а средний годовой доход семьи —  37 750 долларов. Средний доход мужчин —  25 000  долларов, в то время как у женщин — 20 833. Доход на душу населения составил 13 616 долларов. За чертой бедности находились 12,2 % семей и 10,7 % всего населения тауншипа, из которых 10,5 % младше 18 и 13,0 % старше 65 лет.